# Jacques Marie Armand de Mas-Latrie
 (décembre 2018).
Si vous disposez d'ouvrages ou d'articles de référence ou si vous connaissez des sites web de qualité traitant du thème abordé ici, merci de compléter l'article en donnant les références utiles à sa vérifiabilité et en les liant à la section « Notes et références ».
Jacques Marie Armand de Mas-Latrie (né le 23 janvier 1851 à Paris et mort le 20 janvier 1927 à Cannes) est un général français de la Première Guerre mondiale.

## Biographie
Élève de Saint-Cyr de 1868 à 1870 (promotion de Suez. Arme : cavalerie).

### Carrière militaire

#### Guerre franco-allemande de 1870
Sous-lieutenant le 1er janvier 1870. 7e régiment de hussards. 1er Hussards de Marche formé à l'armée de Loire en septembre 1870. Capitaine à titre provisoire le 23 janvier 1871. 4e régiment de hussard de Montauban pour y former un escadron après l'armistice. Détaché à Toulouse avec son escadron en mars 1871. Remise Lieutenant par la commission de révision des grades le 15 juillet 1871.

#### IIIeRépublique
Instructeur à Saumur en janvier 1873. Capitaine le 27 octobre 1873. Instructeur au 1er régiment de chasseurs d'Afrique à Miliana. Rentre en France avec le régiment pour tenir garnison à Épinal en juin 1876. Reçu à l'École Supérieure de Guerre en octobre 1876. Mention très bien et obtient le brevet d'État-major. Il se marie à Félicité Moissenet le 12 juillet 1877 à Paris. Retourne à Épinal. Nommé à l'état major du 3e corps d'armée à Rouen, y remplis les fonctions d'officier d'ordonnance auprès du général Cornat en décembre 1881. Chef d'escadrons en décembre 1884. Major du 4e régiment de hussards. Chef d'État-major de la 5e division de cavalerie de Melun en juillet 1887. Lieutenant-colonel le 10 juillet 1892. 2e régiment de hussards. Colonel le 5 mai 1895. Il commande le 19e régiment de dragons de 1895 à 1902. Général de brigade le 30 décembre 1902. Commandant de la 3e brigade de cuirassiers du 30 décembre 1901 au 9 avril 1903. Commandant de la 1re brigade de hussards du 9 avril 1903 au 24 novembre 1906. En disponibilité du 24 novembre 1906 au 25 février 1907. Commandant de la brigade de cavalerie du 7e corps d'armée du 25 février 1907 au 16 novembre 1907. Commandant de la 2e division de cavalerie du 16 novembre 1907 au 21 octobre 1912. Général de division le 21 décembre 1909. Il se trouve en 1912, en concurrence avec le général Sordet pour le poste d'Inspecteur Général de la Cavalerie, le Haut commandement militaire était pour lui, mais le général Sordet, mieux appuyé politiquement, l'emporta et devient ainsi, en 1914, le chef du corps de cavalerie Sordet. Commandant du 18e corps d'armée du 21 octobre 1912 au 4 septembre 1914. En 1913, il est choisi comme aide de Camp par Alphonse XII roi d'Espagne lors de sa visite officielle en France. À l'issue de cette visite, le roi, en lui remettant la plaque de son ordre, lui dira : « Je vous donne par amitié un Ordre qui est réservé aux princes de la Famille ».

#### Première Guerre mondiale
Mobilisé dans la 18e région. Le 18e Corps d'Armée, d'abord en Lorraine, fut affecté à la 5e Armée, commandée par le général Lanrezac. Il se battit ni mieux ni plus mal qu'un autre pendant tout le mois d'août 1914. Mais le général Lanrezac se trouva en difficulté avec l'armée anglaise qui devait couvrir sa gauche, et dont le chef, le maréchal French, ne pensait qu'à battre en retraite, et, par une tactique souvent renouvelée depuis, à se rapprocher des ports d'embarquement pour l'Angleterre. Il était digne de tous les reproches, mais il se plaignit à son gouvernement des termes un peu vifs employés par le général Lanrezac à son égard. Finalement, le général Lanrezac, malgré sa valeur, fut sacrifié. Il entraîna dans sa disgrâce, quelques-uns des commandants de corps d'armée sous ses ordres et, parmi eux, le général de Mas Latrie. Officiellement privé de commandement au front par Joffre, le 4 septembre 1914 pour des raisons médicales. Adjoint aux commandants de la 9e région pour l'organisation, la discipline et l'instruction des dépôts de cavalerie du 13 avril 1915 au 19 juin 1915. Adjoint aux commandants des 3e, 4e, 5e, 10e et 11e régions pour la discipline et l'instruction des dépôts de cavalerie du 19 juin 1915 au 18 novembre 1915. Placé dans la section de réserve le 16 octobre 1915.

### Anecdote
Le général Maurice Loir dans ses carnets de guerre en date du 15 août 1918 raconte à son sujet l'anecdote suivante :
"Les ordres faits allaient être lancés lorsque vint le contre-ordre. Combien de fois pendant la guerre, m'est revenue à l'esprit cette chanson du général Mas Latrie
"Dans une petite pièce d'une mairie
Le général et son chef d'EM travaillent à l'ordre
Mais dans la grande salle de délibération
Six officiers d'EM travaillent jour et nuit au contre-ordre"

## Décorations
- Commandeur de la Légion d'honneur (11 juillet 1912) ; officier du 29 décembre 1903, chevalier 12 juillet 1890[2]
- Médaille commémorative de la guerre 1870–1871
- Chevalier de l'ordre de Saint-Grégoire-le-Grand (Vatican) (autorisé par décret du 9 octobre 1875)[2]
- Ordre d'Alphonse XII d'Espagne